# Вестербург
Вестербург (на немски: Westerburg) е град в Рейнланд-Пфалц в Германия на планината Вестервалд с 5617 жители (към 31 декември 2013).
За пръв път е споменат в документи през 879 и 1209 г. На 7 юли 1292 г. Вестербург е издигнат на град от крал Адолф.